# 796
| 796                |
| ------------------ |
| Dødsfald - Fødsler |
|                    |

| Gregoriansk kalender | 796 DCCXCVI             |
| Ab urbe condita      | 1549                    |
| Armensk kalender     | 245 ԹՎ ՄԽԵ              |
| Kinesiske kalender   | 3492 – 3493 乙亥 – 丙子 |
| Etiopisk kalender    | 788 – 789               |
| Jødisk kalender      | 4556 – 4557             |
| Hindukalendere       |                         |
| - Vikram Samvat      | 851 – 852               |
| - Shaka Samvat       | 718 – 719               |
| - Kali Yuga          | 3897 – 3898             |
| Iransk kalender      | 174 – 175               |
| Islamisk kalender    | 179 – 180               |

Se også 796 (tal)